# هيرون (طائرة مسيرة)
هيرون (بالإنجليزية: Heron) هي طائرة إسرائيلية بدون طيار من الجيل الرابع، وتكتب بالحروف الإنجليزية (Heron أو Machatz-1). طوّرت هذه الطائرة في شركة صناعات الفضاء الإسرائيلية (IAI) بقسم الطائرات بدون طيار (UAV). وتعتبر الطائرة هيروم من الطائرات طويلة المدي وتم بناؤها بتكنولوجيا حديثة. تقوم بالإقلاع والهبوط آلياً وتغطي مساحة واسعة من الأرض توفي باستطلاع مباشر للوكالات القومية ولديها القدرة علي الطيران المستمر لمدة 52 ساعة. كما بإمكانها إضافة تجهيزات للجهة الراغبة في استخدام الطائرة وقادرة على الطيران بحمولة 250 كيلولوجرام كحد أقصى، وهي مصممة للاستطلاع الاستراتيجي.
في سبتمبر من عام 2005م أعلنت وزارة الدفاع الإسرائيلية عن اقتنائها عددا من تلك الطائرات بقيمة 50 مليون دولار أمريكي من أنظمة هيرون (heron) وأطلق عليها اسم Machatz-1 . وقد تم بيعها إلى الهند وتركيا وفرنسا ويطلق عليها اسم Eagle «النسر». وفي أغسطس من عام 2008 أعلنت كندا عن خطة لتملك الهيرون لكي تستخدمها في عملياتها العسكرية بأفغانستان.

## التطورات
تستخدم الطائرة هيرون نظام التموضع العالمي (GPS) لتحديد المواقع، بالإضافة إلى نظام الطيار الآلي وهو مستقل ذاتيا ابتداءً من الإقلاع إلى الهبوط، فهي طائرة من نوع طائرة دون طيار. ويتم توجيهها من خلال محطة السيطرة الأرضية، ولها القدرة علي العودة إلى قاعدتها ذاتيا في حالة فقد الاتصال بقاعدة السيطرة الأرضية. النظام مزود بالقدرة علي التعافي ذاتيا ALR عند حدوث أي خطأ وبإمكانه العمل في جميع ظروف الطقس.
بإمكان الطائرة حمل مجسات إلكترونية من بينها مجسات تسجل الأشعة تحت الحمراء -أي تتعرف على كل ما هو ساخنا سواء كان إنسانا حيث درجة حرارة الجسم 37 درجة مئوية، أو مصفحة ساخنة حيث فيها محرك يعمل - وأيضاً مجسات للمراقبة الخفيفة (الرؤية في الظلام)، بالإضافة إلى أنظمة رادار مختلفة، وكل أجهزتها يبلغ وزنها نحو 250 كيلوجرام. لها القدرة علي تحديد الأهداف بدقة متناهية وتصحيح نيران المدفعية. تكون الطائرة علي اتصال دائم بمحطة السيطرة الأرضية عن طريق وصل البيانات موجات لاسلكية مباشرةٌ أو عبر الأقمار الصناعية. كما يمكن استخدامها في عمليات المراقبة البعيدة أو مهام أخرى.

## المستخدمون الدوليون

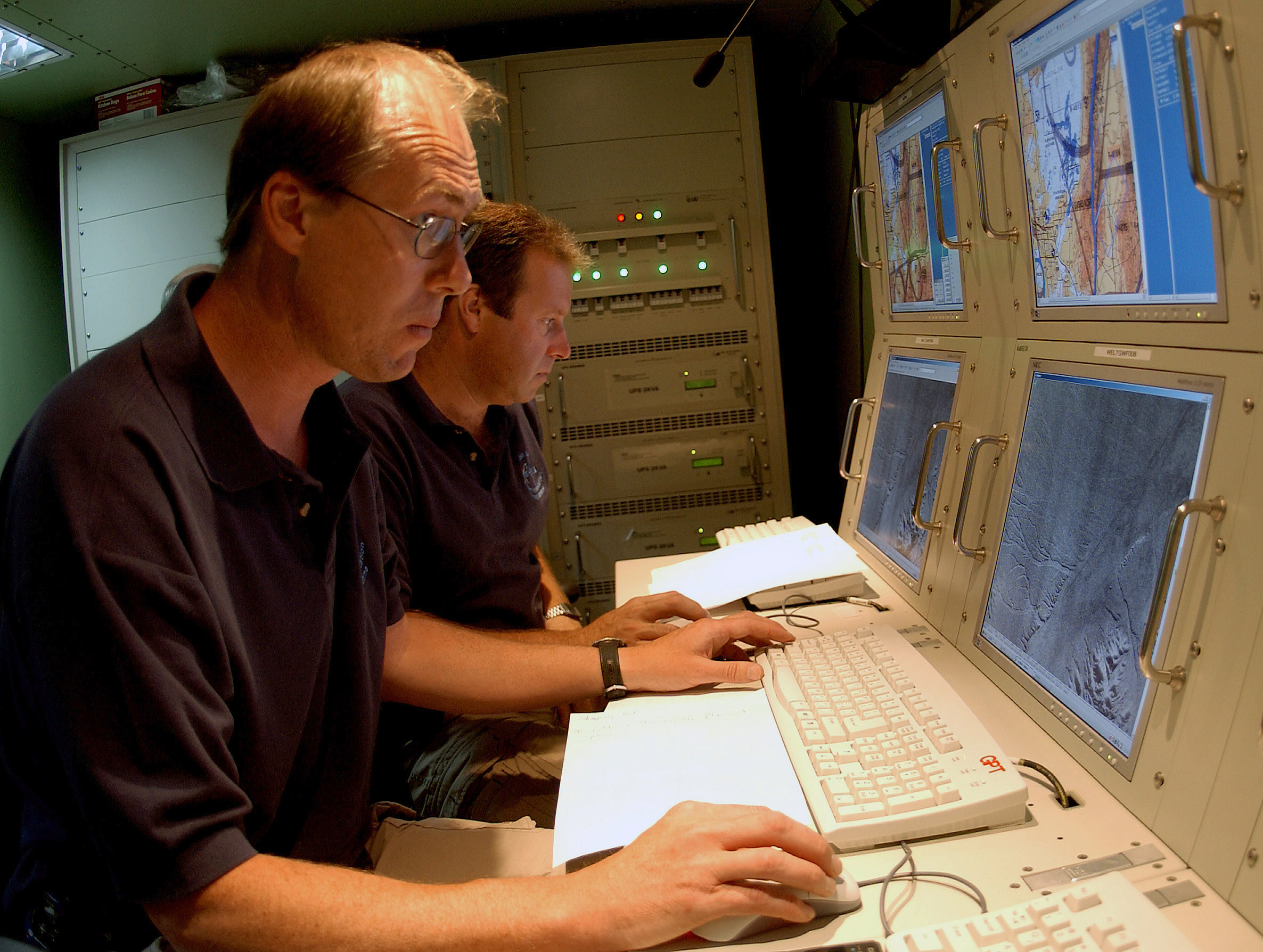
محطة السيطرة الأرضية للطائرة هيرون في محطة الجوية البحرية، فالون

في عام 2008 أصبحت كلاً من الهند وتركيا تمتلك عدة طائرات من هيرون، كما تمتلكها فرنسا ولكن باسم النسر. وفي عام 2009 تم استخدامها في أفغانستان عن طريق الجيش الكندي. واشترت أستراليا عددا منها أيضًا لتوجيه مصفحات عسكرية في أفغانستان وذلك في منتصف عام 2009 ميلادي.
قائمة المستخدمين:
- أستراليا، العدد 2
- برازيل، العدد 15
- كندا، العدد 3
- الإكوادور، العدد 2
- فرنسا، العدد 1
- ألمانيا، العدد 3
- المغرب، العدد 6
- الهند، العدد 50
- إسرائيل، العدد 1+
- تركيا، العدد 10
- أمريكا، العدد 2

## المواصفات

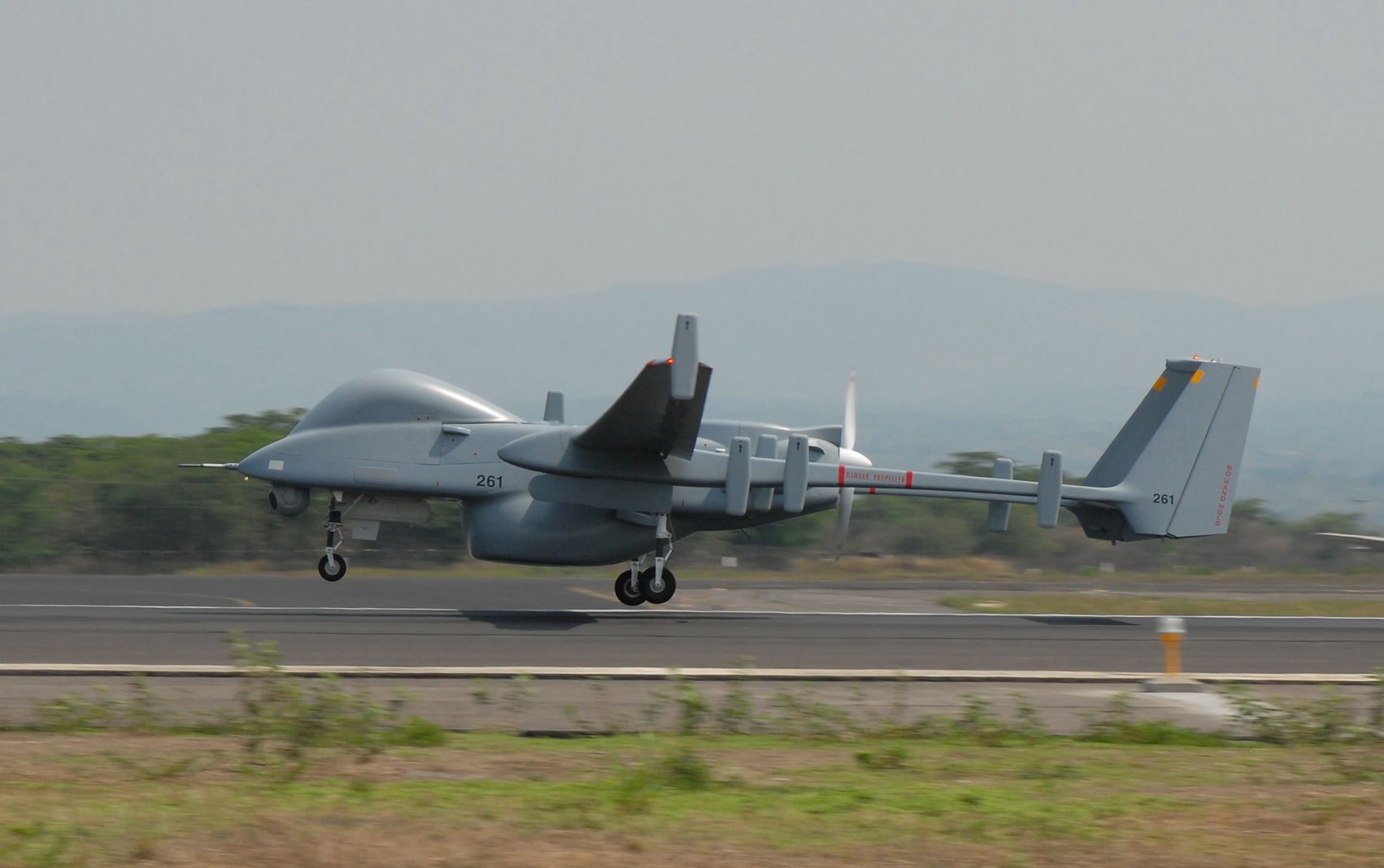
الطائرة هيرون عند الإقلاع في السلفادور.

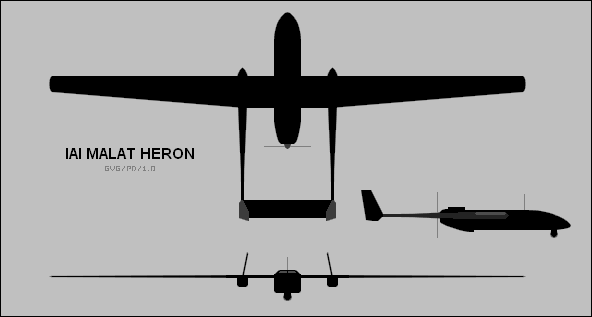
مخطط مقطعي لهيكل الطائرة هيرون.

- الطاقم: لايوجد، فهي من فئة الطائرات الغير مأهولة UAV
- الطول: 8.94 متر
- حمولة الجناح: 200 كجم
- طول الجناح: 16.60 متر
- أقصي وزن للإقلاع: 1150 كجم
- المحرك: 1 محرك نوع Rotax 914 بقوة دفع 86 kW
- السرعة القصوي: 207 كم في الساعة
- المدي / 3300 كم
- سقف العمليات: 35000 قدم ويبلغ معدل التسلق للطائرة 492 قدم في الدقيقة
- الحمولة: 250 كجم

## هيرون تي بي
طوّرت الطائرة هيرون عام 2007 وأطلق على الطائرة الجديدة «هيرون تي بي»
Heron TP
وتسميها القوات المسلحة الإسرائيلية أيتان. والطائرة أيتان تعمل بمحرك مروحة عنفية بقدرة 895 كيلوواط، ولهذا تسمى «تي بي»، ويبلغ عرض جناحيها 26 متر وطولها 13 متر. ويبلغ زونها عند الإقلاع 6و4 طن، ويمكنها حمل حمولة قدرها 1000 كيلوجرام.
يمكن أن تحلق في الجو بين 20 إلى 36 ساعة بحسب مصدر المعلمومة / ويعتقد أن تدشين الطائرة خلال طيارانها الأول قد تم في 15 يوليو 2006 في إسرائيل. وحتى عام 2010 فقد تم بناء 3 من تلك الطائرة. وفي 21 فبراير 2010 بدأت عملها في القوات العسكرية الإسرائيلية.

## مصدر
- هيرون (طائرة)

1. ↑  "Heron TP geht in Dienst", Flug-Revue (بالألمانية), pp. 17, Apr 2010, ISSN:0015-4547{{استشهاد}}:  صيانة الاستشهاد: التاريخ والسنة (link)

## وصلات خارجية
- HeronFamily.aspx IAI Heron Official page
- Morocco receives IAI Heron
- IAI Heron Update
- Morocco Acquired IAI's Heron
- MALE UAV Applications
- UAV Sensor applications
- EO Sensors for UAVs
- SAR sensors for UAVs